# Джонатан Ван Несс
Джонатан Ван Несс (нар. 28 березня 1987 р.) — американський перукар, подкастер та зірка телебачення. Світову славу здобув завдяки зйомкам у реаліті-шоу Queer Eye на Netflix, в якому Джонатан навчав учасників догляду за шкірою і волоссям. Крім того, Ван Несс працював над пародійним серіалом "Гей Престолів" і вів подкаст "Задовольняємо цікавість із Джонатаном Ван Нессом".

## Раннє життя
Джонатан Ван Несс народився 28 березня 1987 року і виріс у Квінсі, штат Іллінойс. За його словами, він походить "із родини журналістів", позаяк представляє шосте покоління своєї сім'ї, що володіє газетою. Йдеться про телевізійний і газетний конгломерат Quincy Media та місцеву флагманську газету компанії — Herald-Whig ; Мати Ван Несса — віце-президент компанії Quincy Media, а він — нащадок сім'ї Оклі, яка керувала компанією з 1890-х років.
Як відкритий гей, Ван Несс зазнавав знущань за власні "жіночність і природню привабливість" та одержував смертні погрози. Він "пережив роки засуджень, насмішок та травм". Про ті часи Джонатан згадує: "Коли я зростав, то лакував усі свої нігті, взував усі високі підбори і одягав усі шарфи. Нерідко брав мамині хустки Hermès і пов'язував їх на волосся чи обертав довкола поясу — то були мої спідниці, і я їх любив. ... Втім, коли я був ще надто юним, то часто спостерігав осудливі реакції в бік моєї фемінності чи ґендеру. Коли я грався з улюбленими речами, то знав, що варто робити це... за зачиненими дверима". І хоч, за словами Ван Несса, він завжди почувався комфортно у своєму тілі, та все ж йому знадобилося трохи часу, щоб навчитися давати собі раду з реакціями інших людей. У відповідь на знущання Джонатан застосовував гумор, як захисну реакцію, та заручився підтримкою близьких людей. Через роки, наприкінці 2010-х, він зрозумів, що є гендерним невідповідним та небінарним.
У юному віці Джонатан постраждав від сексуального насильства з боку старшого за нього хлопця в церкві. За словами Ван Несса, цей інцидент став підвалиною для його подальшої саморуйнівної поведінки.  У ранньому підлітковому віці він використовував онлайн-чат для спілкування, а іноді для зустрічей зі старшими чоловіками задля сексу.  Джонатан став першим хлопцем-черлідером у старшій школі Квінсі та продовжив заняття черлідингом у коледжі університету Аризони, де здобув спеціальність з політології. Якось, навчаючись на першому семестрі в коледжі, він витратив щомісячну допомогу на кокаїн, і занадто соромлячись просити у батьків коштів, звернувся до сексуальної роботи.  Його залежність від сексу та наркотиків зросла, коли Ван Несс спробував метамфетамін.  Невдовзі оцінки хлопця впали, і він втратив стипендію черліндера. Через семестр Джонатан покинув навчання, щоб зайнятися перукарством.
Ван Несс навчався в Інституті Аведа в Міннеаполісі. Після закінчення закладу працював в Аризоні протягом п'яти років, до переїзду в Лос-Анджелес, Каліфорнію в 2009 році.

## Кар'єра
Прибувши до Лос-Анджелеса, Ван Несс знайшов роботу особистого помічника у салоні Sally Hershberger. Одного разу в 2012 році він знепритомнів на роботі, коли висвітлював клієнтові волосся, а у клініці виявив, що ВІЛ-позитивний. Це відкриття спонукало Джонатана "очиститися" від вживання наркотиків і публічно поділитися своєю історією словами: "Я хочу, щоб люди зрозуміли, що якими б зламаними вони не почувалися, їм завжди можна зарадити".  Зараз Ван Несс працює у салонах MoJoHair і Stile Salon, обидва в Лос-Анджелесі, які він співзаснував із Монікою Нортроп з Arte Salon у Нью-Йорку.
У 2013 році, роблячи зачіску своїй подрузі Ерін Гібсон, яка працювала на комедійному синдикаті Funny or Die, Ван Несс одержав пропозицію виконати пародію серіалу «Гра престолів» для одного з епізодів "Funny or Die". У майбутньому ця затія переросла у серіал "Гей Престолів". У 2018 році Ван Несса номінували на здобуття Primetime Emmy Award у категорії "Визначні короткі серіали" за згаданий серіал «Гей престолів».
З 2015 року Ван Несс веде щотижневий подкаст "Задовольняємо цікавість з Джонатаном Ван Нессом". Його подкаст набув популярності з виходом в ефір першого епізоду Queer Eye.
Зараз Ван Несс виступає експертом по догляду за шкірою і волоссям у реаліті Queer Eye від Netflix.

## Літературна творчість
У 2020 році Ван Несс випустив ілюстровану книжку "Арахіс іде по золото". У ній розповідається про гендерну небінарну морську свинку на ім’я Арахіс та їхні пригоди в освоєнні художньої гімнастики. Прототипом для образу Арахіса стала морська свинка із дитинства Джонатана. В інтерв'ю для The Tonight Show Starring Jimmy Fallon Ван Несс обґрунтував, що так як Арахіс не мав з кого брати приклад (адже небінарних морських свинок-гімнастів раніше не було), то їм довелося стати першопрохідцями. Він також оголосив, що "Арахіс іде по золото" співпрацюватиме з фондом "No Kid Hungry", на сайті якого він прочитає онлайн свою книжку, щоб у такий спосіб підтримати дітей, які постраждали від пандемії коронавірусу:упевнитися, що в школі вони одержують необхідну їжу. В інтерв'ю "LiveSigning" Ван Несс пояснив, чому так сильно прагнув написати "Арахіс іде по золото": "Я дуже хотів зробити щось, що підтримало б усіх тих дітей, які є індивідуальними і самі собою", а також він утвердив унікальність та важливість пристрасно до чогось прагнути. В інтерв'ю NPR "It's Been a Minute with Sam Sanders" Ван Несс розповів, що в процесі написання він довго не міг вирішити: чи повинен Арахіс, які потрапили на національний чемпіонат з художньої гімнастики серед юніорів, дізнатися, що головне — участь, а чи все-таки перемогти?" Своє рішення Джонатан крокоментував: "І я собі подумав — так ні ж, Арахіс — справжній переможець! У дитинстві я сам був ситий по горло просто заохочувальними призами...

## Особисте життя
Зараз Ван Несс працює в Лос-Анджелесі та Нью-Йорку. Як людина, яка страждає від псоріазу, він усвідомлює, наскільки важливим є догляд за шкірою. Тому консультує своїх клієнтів щодо правильного піклування за шкірою.
Ван Несс - не бінарний. Його улюблені гендерні займенники — це він / йому / його,. Крім того, він не вважає за образу, коли щодо нього застосовують жіночі займенники вона / нею або вони / їх. В інтерв'ю 2019 року для The New York Times він поділився історією своєї наркозалежності, сексуального насильства в дитячому віці та ВІЛ-позитивного статусу у віці 25 років.
25 вересня 2019 року Ван Несс висловив свою підтримку Елізабет Уоррен як кандидатці у президенти в 2020 році, спираючись на те, що охорона здоров'я є правом людини.
Його мемуари "Over the Top: A Raw Journey to Self-Love" вийшли друком у жовтні 2019 року. У власних спогадах він роздумує над тим, як його минуле допомогло вибудувати майбутнє.

## Нагороди та відзнаки
- У 2018 номінований на Primetime Emmy Award[en] у категорії "Визначний короткий серіал" за "Гей Престолів".[18][19]
- Переможець конкурсу Goodreads Choice Award у номінації "Мемуари та Автобіографія" за Over the Top: A Raw Journey to Self-Love[35], 2019 рік.
- Переможець 2019 року "iHeartRadio Podcast Award" у номінації за кращий подкаст про ЛГБТ ("Як стати цікавим з Джонатаном Ван Нессом").[36]
- Переможець Critics Choice Award як чоловік-знаменитість року.[37]